# 長谷川勝彦
長谷川 勝彦（はせがわ・かつひこ、1941年7月15日 - ）は、フリーのナレーターで、元NHKエグゼクティブアナウンサー、のちアナウンス室専門委員。

## 人物
都立小石川高等学校を経て、早稲田大学卒業。1966年入局。現役時代は徳島、長崎、京都、山口、鳥取、東京アナウンス室などで勤務。主にラジオ第1を中心にニュースやナレーションで活躍し、朗読の第一人者と言われた。NHKを定年退職後も番組のナレーションを行っているほか、各地の講演会や朗読教室などで活躍している。2009年、ドキュメンタリーのナレーションで放送文化基金賞受賞。

## 出演
- ニュース645

### ナレーション
- ETV特集「あしたのジョーの、あの時代〜団塊世代 心の軌跡〜」
- NHKスペシャル（戦争番組のナレーションを担当）
- ドキュメント太平洋戦争
- 「オウム真理教〜暴かれた“王国”の軌跡〜」（1995年4月16日、NHKスペシャル歴代最高視聴率を記録）
- 「誤算〜山一証券・極秘プロジェクトの100」（1998年）
- 心で闘う120秒～剣道・日本最難関試験に挑む
- 国宝探訪
- 証言記録 兵士たちの戦争
- 暦を歩く（BS朝日）
- ハイビジョンスペシャル
- 「秩父山中 花のあとさき」（2002年〜2009年）
- 聖徳太子

### 朗読
- 司馬遼太郎と城を歩く（NHK）

## 著書
- メディアの日本語 〜音声はどう伝えているか〜（万葉舎、2000年）
- 漱石とグールド〜8人の『草枕』協奏曲〜（朔北社、共著）